# República Soviética de Mugán
La República Soviética de Mugán (ruso: Муганская Советская Республика, Muğan Sovet Respublikası) fue una efímera república soviética fundada por los bolcheviques el 15 de mayo de 1919 en oposición a la República Democrática de Azerbaiyán, gobernada por el Müsavat en Bakú (que había acabado con la Comuna de Bakú). Su capital era Lankaran. Anteriormente, el 25 de abril los bolcheviques se habían alzado y hecho con el control de la ciudad, comenzando un Congreso de Sóviets el 2 de mayo, el que acabó trece días después proclamando la república. Pronto tropas azeríes apoyadas por Ejército Blanco y venidas de Salyan se dirigieron sobre la ciudad mientras algunas unidades desembarcaban en la cercana Astara, una flotilla bloqueaba el puerto de Lankaran y aeronaves británicas bombardeaban la capital. Finalmente, los bolcheviques evacuaron Lankaran hacia la isla de Sari, en el mar Caspio, y la urbe era ocupada poco después, el 25 de junio.